# 나루토 극장판: 대격돌! 환상의 지하유적
대격돌! 환상의 지하유적(劇場版 NARUTO -ナルト- 大激突!幻の地底遺跡だってばよ)은 나루토의 극장판 시리즈의 두 번째 작품이다. 2005년 8월 6일 개봉하였다.

## 한국어 더빙 제작진
목소리 출연
- 이선주 - 나루토 役
- 여민정 - 사쿠라 役
- 정명준 - 시카마루 役
- 한채언 - 가아라 役
- 김정은 - 칸쿠로 役
- 강호철 - 테무진 役
- 이윤연 - 하이도 役
- 황원 - 카이코 役
- 김국진
- 김영은
- 김율
- 박리나
- 선호제
- 소정환

우리말 제작
- 종합편집: 이승철
- 화면수정: 도여진
- 타이틀C.G: 김유나
- 녹음&믹싱: 이창휘
- 번역: 정영인
- 연출: 김이경
- 우리말 제작: 투니버스